# Rasvasaari (ö i Finland, Birkaland)
Rasvasaari är en ö i Finland. Den ligger i sjön Vaskivesi och Visuvesi och i kommunen Virdois i den ekonomiska regionen  Övre Birkalands ekonomiska region  och landskapet Birkaland, i den sydvästra delen av landet, 230 km norr om huvudstaden Helsingfors. Öns area är 2,3 hektar och dess största längd är 240 meter i sydöst-nordvästlig riktning.